# 生火腿和炒乌冬
生火腿和炒乌冬（生ハムと焼うどん）是日本的两人女子偶像组合。简称是「生乌冬（生うどん）」。两人毕业于日本艺术高等学园。
没有所属的事务所，从乐曲（作词和作曲）到服装、短剧再到票务，全部由她们自己负责完成。演出的特点是将短剧作为歌曲之间的过场。

## 背景
两人是高中同班同学，为了在高一的文化祭上演出于是组成了这个组合。组合名「生火腿和炒乌冬」取自各自喜欢的食物（西井是生火腿，东是炒乌冬）。
东在初中时加入了偶像团体「micoooooズ」。西井在高中时加入了「あにばぁ～す」，并于高二时解散。2014年11月，「生火腿和炒乌冬」决定往艺能活动方向发展。
2015年2月21日，于 Strawberry Fields『第4回「Music笑＠オーケストラ」一周年記念ライブ』上进行了Live的演出。3月开始正式开始偶像方面的演出。
2015年10月16日参加了King Record新宿店的第一张单曲「鸡蛋拌饭的试吃（たまごかけごはんの試食）」的发行活动，限量200张单曲当天售罄。10月25日在新宿MARS举办的初次单独Live『～你真的幸福吗？～ 初次单独Live（～あなたは本当に幸せですか？～ ワンマンライブ一品目）』。300张门票销售一空。
2016年2月17日，在偶像众筹网站「PigooFactory」上，启动了叫做『一起解放被封印的DVD和漆黑之翼的计划（封印されしDVD漆黒の翼と共に解放しよう計画）』的似乎是用于第二次单独Live的DVD收录的众筹项目，项目开始后7小时内就完成了100万日元的预定金额，最终募集到的款项为远超目标金额的292万日元。
2月22日，NHK 教育台（NHK Eテレ）播出了纪录片「人生规划 U-29 自己策划的偶像（人生デザイン U-29『セルフプロデュースアイドル）』。
3月2日，在赤坂BLITZ举行了第二次单独Live『第二次单独Live ～生和死～（ワンマンライブ二品目『～生と死～』）』。当日聚集了1000多人的观众。并于10月21日在TOKYO DOME CITY HALL举办3000人规模的第三次单独Live。
2017年1月14日，於「清竜人25ハーレム♡フェスタ♡SPECIAL」上發表「斷食宣言」，宣佈活動休止。4月21日在LIQUIDROOM舉行活動休止前的最後一場單獨Live 。

## 成员
| 姓名       | 假名          | 昵称       | 出生生日      | 出身地   | 血型 | 担当   | 应援色 | 备注                                 |
| ---------- | ------------- | ---------- | ------------- | -------- | ---- | ------ | ------ | ------------------------------------ |
| 西井万理那 | にしい まりな | にっちやん | 1997年8月22日 | 埼玉県   | B型  | 生火腿 | 红     | 隶属「Cooch」剧团                    |
| 東理紗     | ひがし りさ   | りーちゅん | 1998年3月1日  | 神奈川県 | A型  | 炒乌冬 | 蓝     | 隶属「ピヨピヨレボリューション」剧团 |

## 音乐作品
| 标题                                                     | 作詞   | 作曲   | 編曲         | 备注                                                                 |
| -------------------------------------------------------- | ------ | ------ | ------------ | -------------------------------------------------------------------- |
| 鸡蛋拌饭（たまごかけごはん）                             | 東理紗 | 東理紗 | 生姜焼き     | 收录于『鸡蛋拌饭的试吃（たまごかけごはんの試食）』                   |
| 双马尾（ツイテール）                                     | 東理紗 | 東理紗 | 生姜焼き     | 收录于『初次尝试鸡蛋拌饭（はじめてのTKG）』                          |
| 自恋症候群（ナルシスト症候群）                           | 東理紗 | 東理紗 | 生姜焼き     | 收录于『初次尝试鸡蛋拌饭（はじめてのTKG）』                          |
| JK ～詹姆士有点儿帅～（JK ～ジェームズってかっこいい～） | 東理紗 | 東理紗 | 生姜焼き     | 2015年6月20日第一次演出                                              |
| 并没有嗑药（脱法ドラッグはやっていません）               | 東理紗 | 東理紗 | 生姜焼き     | 2015年7月20日第一次演出                                              |
| 新宿不可信（新宿は信用できない!）                        | 東理紗 | 東理紗 | ハシダカズマ | 2015年10月11日第一次演出                                             |
| 黄瓜（Cucumber）                                         | 東理紗 | 東理紗 | ハシダカズマ | 2015年10月16日第一次演出                                             |
| 大人（OTONA）                                            | 東理紗 | 東理紗 | ハシダカズマ | 2015年10月25日第一次演出 新宿不可信的续篇                            |
| 鸡蛋拌饭豪华版（たまごかけごはん ～ちょっと贅沢Ver.～）  | 東理紗 | 東理紗 | 生姜焼き     | 2015年10月25日第一次演出 收录于『初次尝试鸡蛋拌饭（はじめてのTKG）』 |